# Копанка (приток Золотухи)
Копанка — небольшая речка в центре Вологды, правый приток Золотухи. Примерная длина реки составляет около 1,9 километра. В настоящее время река заключена в трубу. Над Копанкой в настоящее время находится сквер.
По разным данным, река является самостоятельным водотоком, либо каналом, прокопанным от реки Шограш. По этой причине существует две версии происхождения названия — от слова «копать» и от финноугорскоского «кобан еги» — быстрая вода.
По мнению историков И. П. Кукушкина и И. Ф. Никитинского, «судя по рельефу местности, Копанка не могла быть водоводом, а являлась рубежом обороны нижней части города».

## История
При Иване Грозном при строительстве вологодской крепости были вырыты оборонительные рвы. Река Копанка была сооружена для их дополнительного обводнения. Глубина Копанки в отдельных местах была до полутора метров.
Копанка отделяла часть города, где строились корабли, от напольной части.
В конце XIX века середина Копанки была засыпана при строительстве железной дороги. В 1970-е годы работы по засыпке канала были продолжены. Окончательно канал сровняли с землёй в начале 1990-х — после постройки многоэтажного дома в районе пересечения Копанки и Галкинской.
С 1960 по 1980 годы согласно плану развития зелёных посадок был заложен сквер по реке Копанке между улицами Зосимовской и Галкинской. Высажены берёзы, тополя, клёны, сосны, рябины, туи, боярышник, жимолость. На месте другой части русла сейчас расположены гаражи и дорога между ними.